# Slovenská konzervatívna strana
Slovenská konzervatívna strana (zkratka SKS, česky Slovenská konzervativní strana) byla slovenská politická strana. Byla založena na jaře 2014 Radoslavem Procházkou, neúspěšným kandidátem z prezidentských voleb v témže roce. Od svého vzniku až do roku 2017 nesla název #SIEŤ, pod kterým krátce působila ve třetí vládě Roberta Fica. V roce 2022 se strana sloučila do hnutí KDH.

## Historie strany
Vzniku strany předcházela kandidatura Radoslava Procházky v prezidentských volbách 2014. V prvním kole volby pro Procházku hlasovalo 403 548 voličů, což bylo 21,24% všech odevzdaných hlasů. Celkově oslovil 9,15% všech oprávněných voličů na Slovensku. Skončil tak na třetím místě, za Robertem Ficem a Andrejem Kiskou, a nepostoupil do druhého kola.
Radoslav Procházka využil svou veřejnou podporu a dne 27. března, tedy den před druhým kolem prezidentských voleb, oznámil založení nové strany #SIEŤ. Během následujících týdnů sesbíral v petiční akci více než 20 000 podpisů, ačkoliv k registraci strany je dostačující počet podpisů poloviční. Ministerstvo vnitra oficiálně zaregistrovalo stranu dne 12. června 2014. Spoluzakladateli strany jsou Miroslav Beblavý (dříve SDKÚ-DS) a Andrej Hrnčiar (dříve Most-Híd), kteří se, stejně jako Procházka, na jaře 2014 vzdali svých poslaneckých mandátů.
Podle průzkumu volebních preferencí agentury FOCUS z ledna 2016 by stranu #SIEŤ volilo cca 13% (10,6% - 15,3%) voličů. Umístila by se tedy jako druhá, za očekávaným vítězem voleb, stranou SMER-SD dosavadního premiéra Roberta Fica. Strana se nakonec se ziskem 5,6 % dostala do Národní rady a stala se součástí třetí vlády Roberta Fica navzdory slibu Radoslava Procházky, že se stranou SMER-SD do vlády nepůjde. To vedlo k rozkolu ve straně, kdy poslanci za #SIEŤ přestoupili buď do slovensko-maďarské vládní strany Most-Híd, nebo do nové strany SPOLU – občianska demokracia, která vznikla odštěpením od strany #SIEŤ. Strana tedy přišla o zastoupení v Národní radě a ve vládních funkcích ji nahradil Most-Híd.
V roce 2018 se strana přejmenovala na Slovenská konzervatívna strana a jejím předsedou se stal Ivan Zuzula. Zuzula kandidoval v prezidentských volbách v roce 2019, se 3 807 hlasy (0,17 %) však neuspěl.
V roce 2022 se strana sloučila do hnutí KDH, ve kterém do roku 2013 působil zakladatel strany Radoslav Procházka.

## Volební výsledky
| Volby | Počet hlasů | Hlasy v % | Počet mandátů | Mandáty v % | Úloha v parlamentu                |
| ----- | ----------- | --------- | ------------- | ----------- | --------------------------------- |
| 2016  | 146 206     | 5,60      | 10            | 6,70        | Koalice (SMER-SD, SNS a Most-Híd) |